# Rushan (Tadjikistan)
Pour les articles homonymes, voir Rushan (homonymie).
Rushan (tadjik : Рӯшон) est une ville du Tadjikistan, chef-lieu du raïon de Rushan dans le Haut-Badakhchan, dans la partie occidentale du Pamir. Elle est traversée par la route M41 et se trouve à la confluence du Bartang et du Piandj.